# Te vagy az életem
A Te vagy az életem (eredeti címe spanyolul: Sos mi vida) egy 2006 és 2007 között a Pol-ka Producciones által készített argentin teleregény a Vad angyal sztárjai, Natalia Oreiro és Facundo Arana főszereplésével. Magyarországon először az RTL Klubon majd a Hálózat TV és ATV, Sorozat+ és jelenleg a Poén TV RTL Klub ismétli.

## Történet
|  | Alább a cselekmény részletei következnek! |

Esperanza Muñoz, becenevén Monita (Natalia Oreiro) egy kiváló bokszolónő. Quique (Carlos Belloso) hosszú ideje a menedzsere és barátja. Monitának azonban nem tetszik, ahogy Quique a bokszolói karrierjét egyengeti. Az egyik meccs alatt erős fájdalma támad a jobb kezében: kiderül, hogy többé talán nem bokszolhat. E váratlan fordulat új alapokra helyezi barátjával való viszonyát, mivel a boksz volt az egyetlen megélhetési forrásuk. Monitának ezért döntenie kell: mellékállást vállal, mindegy, hogy milyet, amíg távol kell lennie a szorítótól. A fiatalon megözvegyült gazdag vállalkozó, Martín Quesada (Facundo Arana), aki eredetileg Formula–1-es versenyző volt, befolyásos üzletember, és az apjától örökölt vállalatból óriási birodalmat épített. Bizalmasa Alfredo, titkárnője Mercedes (Claudia Fontán), ám ellenségei is bőven akadnak. Unokatestvére, Miguel (Marcello Mazzarello) mindenáron meg akarja szerezni Martín vagyonát és menyasszonyát, Constanzát. Miguel fondorlatos barátja Falucho is gondot okoz. A két ifjú, Monita és Martín sorsa hamarosan összefonódik. A lány Martín cégénél vállal állást, ahol véletlenül egymásba ütköznek. Bár szóba nem elegyednek, a tekintetük minden érzésüket elárulja. Ezzel kezdetét veszi egy szenvedélyes történet…
|  | Itt a vége a cselekmény részletezésének! |

## Szereposztás
| Szerepnév                       | Színész(nő)         | Magyar Hang            |
| ------------------------------- | ------------------- | ---------------------- |
| Esperanza «Monita» Muñoz        | Natalia Oreiro      | Kiss Virág             |
| Olga Karkovna Nikolajevna       | Natalia Oreiro      | Kiss Virág             |
| Martín Quesada                  | Facundo Arana       | Gáspár András          |
| Constanza Insúa                 | Carla Peterson      | Zsigmond Tamara        |
| Enrique «Quique» Ferretti       | Carlos Belloso      | Holl Nándor            |
| Samantha «Pochi» Ferretti       | Carlos Belloso      | Holl Nándor            |
| Miguel Quesada                  | Marcelo Mazzarello  | Sinkovits-Vitay András |
| Miguel Quesada                  | Marcelo Mazzarello  | Kassai Károly          |
| Deborah «Debbie» Quesada        | Griselda Siciliani  | Varga Zsuzsanna        |
| José Fernández                  | Elías Viñoles       | Morassi László         |
| José Fernández                  | Elías Viñoles       | Glósz Viktor           |
| Laura Fernández                 | Thelma Fardín       | Talmács Márta          |
| Ana «Coki» Fernández            | Ornella Fazio       | Ungvári Zsófia         |
| Rosa                            | Adela Gleijer       | Illyés Mari            |
| Tony                            | Nicolás D'Agostino  | Hamvas Dániel          |
| Alfredo Uribe                   | Alejandro Awada     | Forgács Gábor          |
| Mercedes Acuña                  | Claudia Fontán      | Antal Olga             |
| Félix «Falucho» Pérez Garmendia | Pablo Cedrón        | Rosta Sándor           |
| Hernándo Pérez Garmendia        | Pablo Cedrón        | Rosta Sándor           |
| Nilda «Turca» Yadhur            | Mónica Ayos         | Ősi Ildikó             |
| Kimberly                        | Fabiana García Lago | Törtei Tünde           |
| Nieves                          | Dalma Milevos       | Andresz Kati           |
| Isabel Muñoz                    | Patricia Palmer     | Kocsis Mariann         |
| Carmen Duval                    | Patricia Castell    | Kassai Ilona           |
| Pedro Sambrano                  | Pablo Alarcón       | Kajtár Róbert          |
| Victoria «Vicky» Insúa          | Inés Palombo        | Vadász Bea             |
| Beatriz Simpson de Uribe        | Ana Acosta          | Menszátor Magdolna     |
| Víctor Lobo                     | Gustavo Bermúdez    | Háda János             |
| Fabiana                         | Manuela Pal         | Mezei Kitty            |
| Bárbara                         | Eugenia Tobal       | Kiss Erika             |
| Caty                            | Leticia Brédice     | Solecki Janka          |
| Carozo                          | Fabio Taphanel      | Katona Zoltán          |
| Sebastián Andrade               | Diego Jaraz         | Bozsó Péter            |
| Héctor Hugo                     | Gino Renni          | Koroknay Géza          |
| Dr. Julio Dufre                 | Jorge Sassi         | Rudas István           |
| Rolando Martínez                | Mike Amigorena      | Dévai Balázs           |
| El Tano                         | Marcelo Savignone   | Juhász Zoltán          |

## Dalok
- Coti & Julieta Venegas: Tu nombre
- Bebe: Malo
- Juanes: Para tu amor
- Sueño de Morfeo: Ojos de cielo
- Sueño de Morfeo: Amor de sal
- Sueño de Morfeo: Somos aire
- Julieta Venegas: Me voy
- Julieta Venegas: Sin documentos
- Kumbia Kings: Mi dulce nina

## Verziók
- A 2008-2009 között készült Un gancho al corazón mexikói telenovella. Főszereplők: Danna García és Sebastián Rulli.
- A 2011-es most adásban lévő Prosto w serce lengyel sorozat. Főszereplők: Anna Mucha és Filip Bobek.

## Szinkronstáb
- Magyar szöveg: Krajcsi Judit
- Hangmérnök: Zsebényi Béla
- Vágó: Kovács Jutka
- Gyártásvezető: Nagy Zoltán
- Szinkronrendező: Marton Bernadett
- Szinkronstúdió: Hang-Kép Szinkroncsoport
- Megrendelő: RTL Klub

## Külső hivatkozások
- Hivatalos magyar weboldal
- Te vagy az életem a PORT.hu-n (magyarul)
- Te vagy az életem az IMDb-n.
- Sos mi vida.lap.hu - linkgyűjtemény
- Natalia Oreiro – „Esperanza Muñoz” („Monita”)